# Oscar al millor ajudant de direcció
L'Oscar al millor ajudant de direcció (en anglès: Academy Award for Best Assistant Director) fou un premi que atorgà l'Acadèmia de les Arts i les Ciències Cinematogràfiques entre els anys 1933 i 1937.

## Guanyadors i nominats

### Dècada del 1930
| Guanyador | Nominats | |
| 1933      | 1933 | 1933 |
| --------- | --- | --- |
|           | Charles Barton – Paramount Scott Beal – Universal Charles Dorian – MGM Fred Fox – United Artists Gordon Hollingshead – Warner Brothers Dewey Starkey – RKO William Tummel – 20th Century Fox | - Al Alleborn – Warner Brothers - Sid Brod – Paramount - Orville O. Dull – MGM - Percy Ikerd – 20th Century Fox - Arthur Jacobson – Paramount - Edward Killy – RKO - Joseph A. McDonough – Universal - William J. Reiter – Universal - Frank Shaw – Warner Brothers - Ben Silvey – United Artists - John S. Waters – MGM |
| 1934      | | |
|           | John S. Waters per Viva Villa! | - Cullen Tate per Cleopatra - Scott Beal per Imitation of Life |
| 1935      | | |
|           | Clem Beauchamp i Paul Wing per The Lives of a Bengal Lancer | - Joseph M. Newman per David Copperfield - Eric Stacey per Les Misérables - Sherry Shourds per A Midsummer Night's Dream (Nominació no oficial) |
| 1936      | | |
|           | Jack Sullivan perThe Charge of the Light Brigade | - William Cannon per Anthony Adverse - Eric G. Stacey per The Garden of Allah - Clem Beauchamp per The Last of the Mohicans - Joseph M. Newman per San Francisco |
| 1937      | | |
|           | Robert Webb per In Old Chicago | - C. C. Coleman, Jr. per Horitzons perduts - Russ Saunders per The Life of Emile Zola - Eric G. Stacey per A Star Is Born - Hal Walker per Souls at Sea |